# Pascal Greggory
Pascal Greggory, född 8 september 1954 i Paris, är en fransk skådespelare.

## Roller i urval
- 1977 – Madame Claude – erotikens drottning
- 1979 – Systrarna Brontë
- 1982 – Det fantastiska äktenskapet
- 1983 – Pauline på stranden
- 1993 – Nestor Burma (TV-serie) (1 avsnitt)
- 1994 – Drottning Margot
- 1999 – Jeanne d'Arc
- 2006 – En studie i hämnd
- 2007 – La vie en rose – berättelsen om Edith Piaf
- 2022 – En vacker dag…
- 2022 – Irma Vep (TV-serie) (4 avsnitt)
- 2023 – Jeanne du Barry